# Fayetteville, Carolina de Nord
Fayetteville este un oraș și sediul comitatului Cumberland, statul  Carolina de Nord,  Statele Unite ale Americii.
1. ↑   https://www.nctreasurer.com/municipalities Lipsește sau este vid: |title= (ajutor)
2. ↑   https://www.fayettevillenc.gov/city-council/city-council-members/mayor-mitch-colvin, accesat în 10 mai 2022 Lipsește sau este vid: |title= (ajutor)
3. ↑  Recensământul Statelor Unite ale Americii din 2010, accesat în 9 iulie 2020